# NGC 5107
NGC 5107 is een balkspiraalstelsel in het sterrenbeeld Jachthonden. Het hemelobject werd op 17 maart 1787 ontdekt door de Duits-Britse astronoom William Herschel.

## Synoniemen
- UGC 8396
- IRAS13191+3847
- MCG 7-28-1
- ZWG 217.33
- MK 1346
- ZWG 218.3
- KUG 1319+387
- PGC 46636